# Älvestads distrikt
Älvestads distrikt är ett distrikt i Motala kommun och Östergötlands län. 
Distriktet ligger sydost om Motala. 

## Tidigare administrativ tillhörighet
Distriktet inrättades 2016 och utgörs av socknen Älvestad i Motala kommun.
Området motsvarar den omfattning Älvestads församling hade vid årsskiftet 1999/2000.